# ماريا بينيلاس
ماريا فينياليس وفيريس (سوتومايور، 14 أغسطس 1875 - باريس، في عقد الأربعينيات من القرن العشرين)، تم منحها لقب ماركيزة آيربي بعد زواجها من ماركيز آيربي، خوان جوردان دي أوررييس. كما عُرفت باسم ماريا دي لوريا بعد زواجها من الطبيب الكوبي إنريكي لوريا. كانت فينياليس كاتبة بارزة، ومقالة، وناشطة اجتماعية، وفيمينיסטية، وسيدة حقوقية في زمنها. يُعتبر أنها كانت واحدة من الرائدات في إدخال الفكر النسوي إلى غاليسيا إلى جانب إميليا باردو بازان، التي كانت تربطها بها علاقة صداقة. كما كانت واحدة من أوائل النساء اللواتي انضممن إلى الأكاديمية الملكية الجاليقية، حيث تم تعيينها في عام 1906. أٌطلق لقب «الماركيزة الحمراء» عليها بسبب نشاطها الاجتماعي، وبشكل خاص دفاعها عن حقوق المرأة. في عام 2016، أٌسست "مدرسة المساواة ماريا فينياليس" في بونتيفيدرا تكريمًا لإرثها.

## السيرة الذاتية

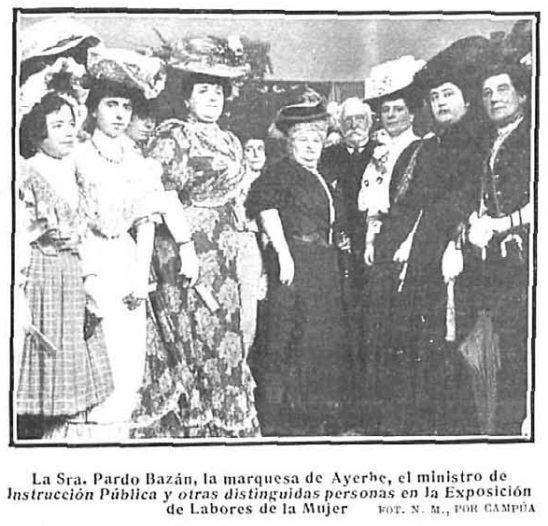
تم تصويرها في عام 1907 بواسطة كامبوا مع إميليا باردو بازان وفاوستينو رودريغيز-سان بيدرو.

وُلدت في قلعة سوتومايور، مقاطعة بونتيفيدرا، في 14 أغسطس 1875.
تلقت ممتلكات من عميها، أنطونيو أغويلار وكوريا وزينوبيا فينياليس بارخيس، وهم ماركيزا فيغا و أرميو، حيث لم يكن لديهما أولاد، وقد أرادا أن تكون فينياليس وكأنها ابنتهما. في الواقع، هذا ما تؤكده الرسائل المتبادلة بين الزوجين وابنتهما، والتي يتم حفظها في أرشيف متحف بونتيفيدرا. تزوجت في عام 1896 من خوان جوردان دي أورييس، ماركيز آيربي. نشرت في عام 1904 عملها قلعة ماركيز موس في سوتومايور.
تواصلت فينياليس مع إميليا باردو بازان، ماريا بربيتو وكارمن دي بورغوس، وسجلت في أتيينو مدريد في عام 1906. بسبب شخصيتيها العامة كماركيزة وكـ ماريا دي لوريا، كانت فينياليس امرأة متعلمة وذات التزام اجتماعي عميق. ولذلك، كانت ملتزمة بقضايا التعليم والصحافة وموقفها كمناضلة اشتراكية. جعل كل ذلك التزامها يتركز على قضية واحدة: المرأة. كما أكدت ماريا أنها كانت نسوية، وحملت أفكارها في خطبها، محاضراتها وكتاباتها، مما يظهر نضالها النسائي من أجل تحقيق المساواة بين الجنسين وإعطاء النساء مكانة بارزة في المجتمع.
في الواقع، كانت مؤسِسة "المركز الإيبيروأمريكي للثقافة الشعبية النسائية" و"مدرسة الأمهات"، وهي مؤسسة تم إنشاؤها بهدف تعليم الفتيات اللاتي لم يكن لديهن إمكانية الوصول إلى التعليم من نوع آخر. تم افتتاح هذا المركز في 18 مارس 1906، وهو اليوم الذي قرأت فيه ماريا فينياليس خطابها.
في عام 1909، بعد وفاة ماركيز آيربي، تزوجت فينياليس مرة أخرى من الطبيب الكوبي إنريكي لوريا. كانت عضوًا في حزب العمال الاشتراكي الإسباني، وانضمت إلى مجموعة النساء الاشتراكيات في مدريد.
كتبت العديد من المقالات في منشورات مثل إل إمبارسيال، إل فيغارو، أو بلانكو إي نيغرو. في كتاباتها، تناولت أهمية تعليم المرأة كأداة لإعادة تجديد المجتمع، بالإضافة إلى دعوته لتكامل الرجل والمرأة في إدارة الشؤون العامة.
في عام 1919، انتقلت إلى كوبا. توفيت في باريس خلال الاحتلال النازي للمدينة في الحرب العالمية الثانية.

## النسوية الرائدة
كانت ماريا فينياليس تعرف نفسها على أنها "نسوية مناضلة في الوقت الذي لم يكن يهتم أحد بهذه الأمور"، كما أوضحت الباحثة أورورا ماركو.
كانت ماريا فينياليس تحضر النقاشات الفكرية في المقاهي في مدريد، وهي أماكن كانت محجوزة في ذلك الوقت للرجال. أدت أفكارها النسوية إلى كتابتها عن عدم المساواة، حيث تعاونت مع العديد من المجلات المدريدية والأمريكية لتعرض آرائها حول المكان الذي يجب أن تحتله المرأة في المجتمع. كانت تطالب بتعليم النساء والمساواة القانونية مع الرجال، مطالبة علنًا بحق المرأة في التصويت.
في عام 1906، كتبت عن وضع النساء: «وضعهن في مجتمعنا غير طبيعي، وهو قديم. وقد تغيرت حياة المواطن تمامًا، بينما لا تزال حياة المرأة، مع بعض الفروق البسيطة، هي نفسها كما كانت قبل قرنين من الزمان...».

## التكريمات والاعترافات
اسٌتعيدت شخصية ماريا فينياليس منذ عقد التسعينيات من القرن العشرين.

### المعرض في متحف بونتيفيدرا والكتاب
افتُتح معرض "من ماريا فينياليس إلى ماريا لوريا: كاتبة، نسوية وناشطة" في أكتوبر 2017 في متحف بونتيفيدرا، حيث ضم صورًا، لوحات، مخطوطات، كتب ومراسلات. وقد تم تنظيم المعرض من قبل أورورا ماركو و ماريا أنخيلّا كوميسانيا.
وفي نفس العام، نٌشر كتاب "من ماريا فينياليس إلى ماريا لوريا: كاتبة، نسوية وناشطة اجتماعية" من تأليف أورورا ماركو و ماريا أنخيلّا كوميسانيا، والذي تم تحريره من قبل متحف بونتيفيدرا ومجلس محافظة بونتيفيدرا.

## مدرسة المساواة ماريا فينياليس

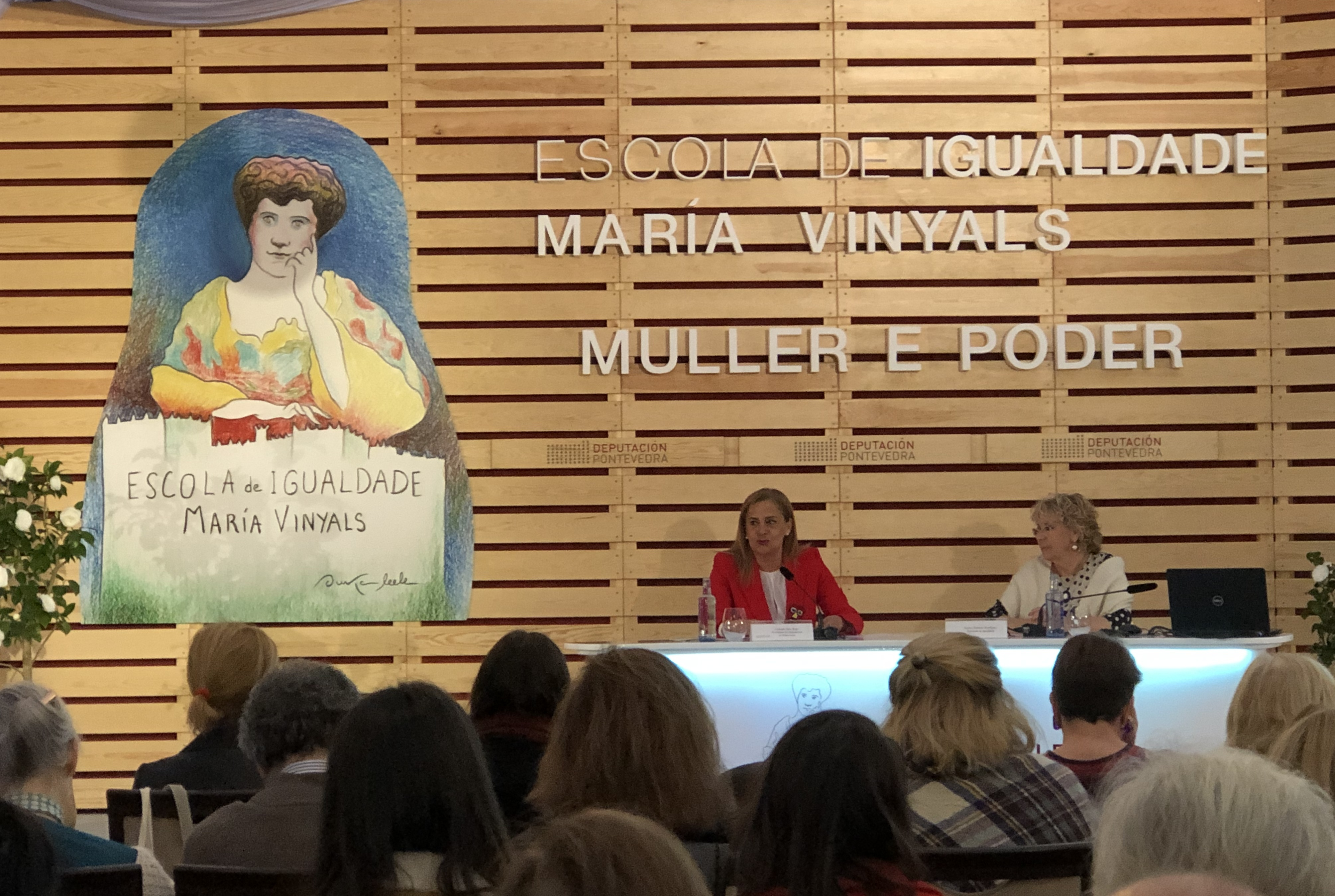

في يونيو 2016، قٌدمت مدرسة المساواة ماريا فينياليس التي تم تحفيزها من قبل مجلس محافظة بونتيفيدرا، وتقع في قلعة سوتومايور، حيث وُلدت ماريا فينياليس وعاشت.
في حفل الافتتاح، قامت رئيسة مجلس المحافظة، كارميلا سيلفا، بتكريم ماريا فينياليس مستعرضةً ذكراها، كونها من أوائل المدافعات عن النسوية في غاليسيا جنبًا إلى جنب مع نساء مشهورات أخريات مثل إميليا باردو بازان وكونسيبثيون أرينال. تهدف المدرسة إلى التعليم في مجالات مكافحة العنف القائم على النوع الاجتماعي والدفاع عن المساواة.
أنشأ مجلس محافظة بونتيفيدرا مدرسة المساواة ماريا فينياليس بهدف تعزيز معرفة مفهوم المساواة بين النساء والرجال من منظور شامل، وذلك ليس فقط في المعرفة المهنية ولكن أيضًا في إثراء الحياة الشخصية.
في عام 2019، سٌميت حديقة في حي كامبولونغو في عاصمة بونتيفيدرا باسم ماريا فينياليس.